# 学校法人産業能率大学
学校法人産業能率大学（がっこうほうじん さんぎょうのうりつだいがく 英称:The SANNO Institute of management）は東京都世田谷区等々力に本部を置く学校法人。「マネジメントの総合教育・研究機関」を標榜し、産業能率大学及び自由が丘産能短期大学（現在は通信教育課程のみ）の学校設置者であると同時に社会人教育・経営コンサルティング等の事業を行っている。学校法人としては珍しく、Jリーグ・湘南ベルマーレのオフィシャル・クラブ・パートナーとなっている。

## 概要・沿革
フレデリック・テイラーの科学的管理法を「能率学」と名付けて日本に紹介し、「能率の父」と呼ばれた経営学者・産業心理学者の上野陽一により1925年に設立された日本産業能率研究所と、1942年に同研究所を母体に設立された日本能率学校を前身とし、産学協同を意識した「学生教育」と「社会人教育」相互のフィードバックによる教育活動に特色がある。

## 社会人教育・コンサルティング部門
社会人教育部門は、そもそもの前身である日本産業能率研究所の「能率道場」以来の歴史を持つマネジメントコンサルティング・企業内研修プログラムの提供機関の先駆け的存在である。
中堅・中小企業の人事担当者等には「産業能率大学」の名前は学生教育を行う私立大学としてよりも、公開セミナーや新入社員研修など企業内研修の講師派遣を行う人事研修機関・通信教育機関としての知名度の方が高い。
本法人の財務面を見ても、社会人教育部門からの収入である事業収入が帰属収入全体に占める割合において50％以上を占め、学生教育部門からの収入である学生生徒等納付金を上回っている。また、本法人及び傘下大学においてはコンサルティング・社会人教育・大学通信教育・学部教育など幅広い活動を行っている。
なお「新入社員の理想の上司」は当部門の産能マネジメントスクール「新入社員研修」を受けた新入社員に対するアンケートにより1993年度から（98年度からは男女に分けて）行っている。

## 学生教育部門
学生教育部門においても、社会人教育との連携を強く意識している。何らかの都合で大学に進学できなかった社会人にも正規の大学教育の機会を提供できるよう、産業能率大学・自由が丘産能短期大学いずれにも大学通信教育課程を設けている。通信教育課程では、個々人の都合に合わせた学びやすいカリキュラム構成を意識しているほか、企業実務に基づいた即戦力となる科目開発に積極的である。
自由が丘産能短期大学は短期大学制度が誕生した1950年に勤労者を対象とした夜間部のみで開学し、2011年度をもって募集停止するまでの長きに亘り2部を有した短大である。
さらに2004年に開設した産業能率大学のマネジメント大学院コース(旧：社会人MBAコース)においては、出願資格を正規従業員として所属する企業・行政体等の組織からの派遣もしくは推薦を受けた者に限定しているほか、そのカリキュラムの一部をSBCPと称する企業内研修プログラムなどとしても提供し、同プログラムを履修した同大学社会人MBAコース入学者には履修単位として認定するなどの取り組みを行っている。

## 年譜
- 1920年 - 上野陽一、小林商店において日本初の作業改善コンサルテーションを実施
- 1922年 - 財団法人協調会内に上野陽一を所長として産業能率研究所を設置
- 1925年 - 協調会から独立し日本産業能率研究所を設立。これをもって当法人の設立と定めている。
- 1942年 - 財団法人日本能率学校を設立
- 1950年 - 短期大学制度の発足に伴い日本能率学校を発展改組し、産業能率短期大学を開学
- 1951年 - 学校法人法施行により、学校法人産業能率短期大学に改組
- 1955年 - 総合経営月刊誌『能率ガイド』（後に『マネジメントガイド』に改題）創刊
- 1963年 - 社会人を対象とした通信研修を開始。短大通信教育課程を開設。
- 1965年 - 出版部を発足させ、出版事業に本格参入する
- 1978年 - 法人名を学校法人産業能率大学に改称
- 1979年 - 産業能率大学を開学。手帳部門『サンノーダイアリー』発行開始。
- 1984年 - 出版部門を株式会社産業能率大学出版部として分離
- 1989年 - 法人名を学校法人産能大学、設置学校名を産能大学、産能短期大学にそれぞれ改称。手帳部門を株式会社産能大学出版部へ移管。
- 1990年 - 「新入社員の会社生活調査」開始
- 1993年 - 「新入社員の理想の上司ベスト10」調査開始
- 1995年 - 大学通信教育課程を開設
- 1996年 - 大学院昼夜開講制を開始
- 1998年 - 日本国内におけるTRIZ教育・コンサルテーションの独占契約を米国Ideation International Inc.と締結
- 2000年 - 法人名を学校法人産業能率大学に再度改称（社会人教育部門では「能率」の知名度が高かったため）
- 2003年 - 大学を設置する学校法人として初のプライバシーマーク取得
- 2004年 - 代官山キャンパス開設、大学院に社会人MBAコース開設
- 2006年 - 設置学校名を産業能率大学、自由が丘産能短期大学にそれぞれ再度改称
- 2007年 - サピアタワーに東京駅サテライトオフィス開設、株式会社産業能率大学出版部を同所に移転

## 組織

### 学生教育部門
- 産業能率大学
  - 大学院総合マネジメント研究科（2007年に経営情報学研究科より改称）
    - マネジメント大学院コース（旧MBAコース）
    - 情報マネジメントコース（旧情報コース）

  - 経営学部
  - 情報マネジメント学部（2007年に経営情報学部より改称）
  - 情報マネジメント学部通信教育課程

- 自由が丘産能短期大学
  - 能率科
    - I 部（2013年度をもって募集停止）
    - II部（2011年度をもって募集停止）
    - 通信教育課程

### 社会人教育・コンサルティング部門
- 総合研究所
  - 地域環境研究所
  - セルフラーニングシステム開発部
  - ソリューションシステム開発部
  - 経営管理研究所
  - 研修管理部
  - 普及事業本部 
    - 第1普及事業部
    - 第2普及事業部
    - 産能ビジネススクール
    - 産能マネジメントスクール
    - 東日本事業部
    - 中部事業部
    - 西日本事業部

  - 業務サービス部

本法人が実施する「新入社員の会社生活調査」「新入社員の理想の上司ベスト10」の調査結果は、本法人総合研究所が実施する新入社員研修の参加者に対してアンケート調査が実施されているものである。

## 関連会社
- 株式会社産業能率大学出版部
- 株式会社インテリジェントスクエア（旧：株式会社産能コンサルティング - 2006年に保有株式を株式会社ダイゾーに売却し当法人傘下を離脱）